# ВСМ Москва — Казань
ВСМ Москва — Казань —  проект высокоскоростной железнодорожной пассажирско-грузовой магистрали Москва — Владимир — Нижний Новгород — Чебоксары — Казань с планами продления до Екатеринбурга, Иркутска, с выходом в Казахстан и Китай (проект ВСМ Пекин — Москва). К 2025 году строительство не началось.
О планах построить ВСМ было объявлено президентом России Владимиром Путиным в мае 2013 года; планировалось начать строительство в четвёртом квартале 2018 года, закончить в 2024 году (пилотным участком магистрали должен был стать участок Москва — Гороховец (Владимирская область), который оценивался в 621,5 млрд рублей, общая же стоимость ВСМ, как ожидалось, должна составить около 1,7 трлн рублей). 
Главными препятствиями к реализации проекта являются его недостаточные прогнозируемые пассажиро- и грузопотоки, а также высокая стоимость, из-за чего приемлемой схемы финансирования не найдено. Экономически нецелесообразным сочли проект ряд видных экспертов и государственных деятелей, в том числе министр финансов РФ Антон Силуанов, на несвоевременность проекта указывал премьер-министр РФ Дмитрий Медведев; сомнение в необходимости строительства высказывал и президент РФ Путин. Проект поддерживал курирующий строительство магистрали вице-премьер Максим Акимов.

## История проекта

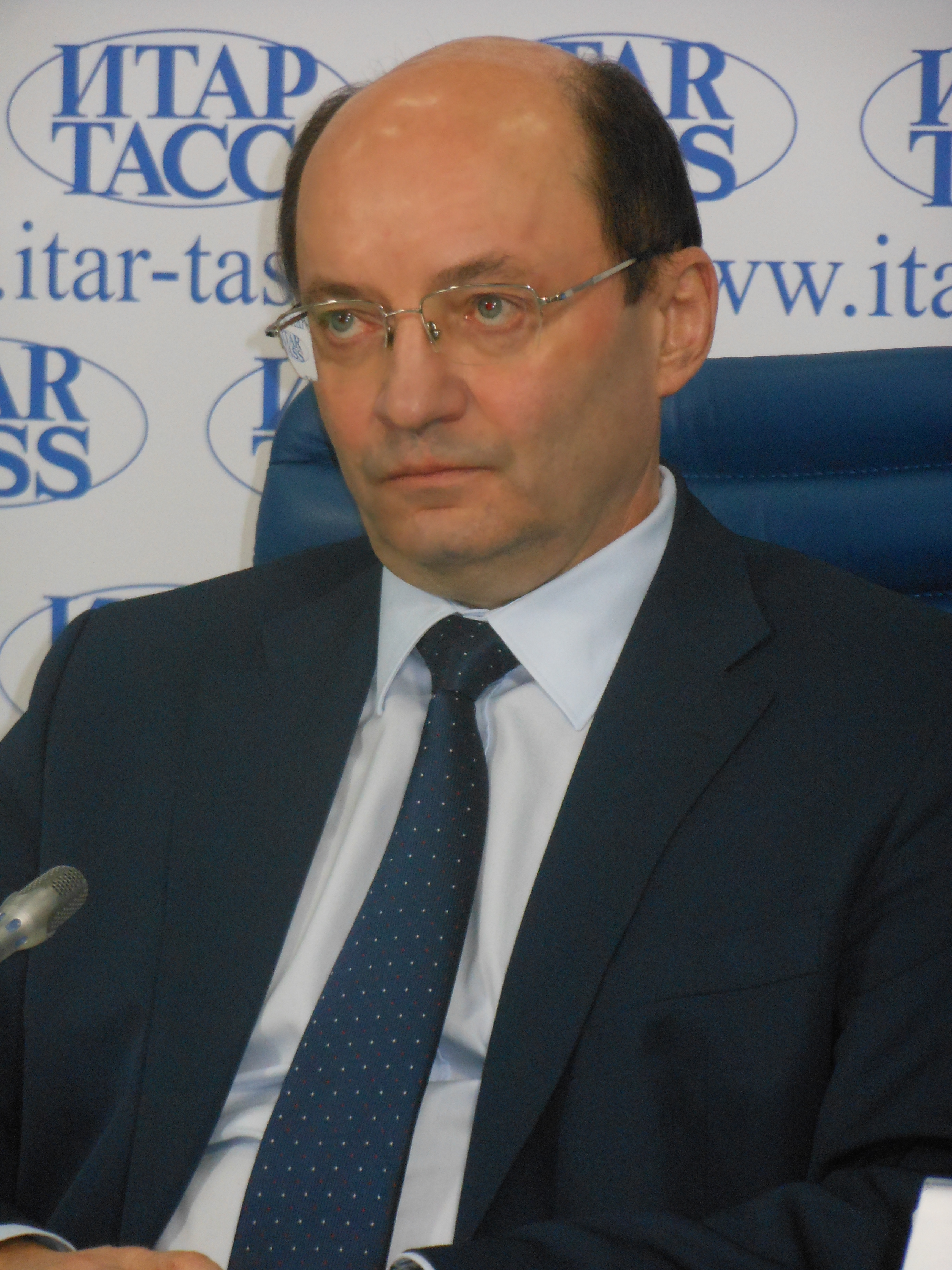
Инициатор и главный лоббист проекта Александр Мишарин на презентации ВСМ Москва — Казань в ИТАР-ТАСС, 20 февраля 2014

Впервые на высоком уровне идею о создании высокоскоростной магистрали между Москвой и Екатеринбургом в 2009 году высказал губернатор Свердловской области Александр Мишарин, в прошлом — заместитель министра путей сообщения РФ, позднее первый заместитель гендиректора ОАО «РЖД», председатель совета директоров ОАО «Скоростные магистрали».

Предложение сделано 24 ноября 2009 года на заседании Президиума Госсовета РФ в Ульяновске: 
Одним из системообразующих и наукоемких проектов в этой сфере может стать создание высокоскоростного железнодорожного транспорта, что не только даст жизнь новой инновационной производственной отрасли, но и позволит решить вопросы социального характера. В частности, повысить трудовую мобильность населения. Например, строительство высокоскоростной магистрали от Москвы до Екатеринбурга обеспечит транспортную подвижность населения Свердловской, Пермской, Челябинской, Тюменской и Курганской областей, которое составляет более 15 миллионов человек.
В 2010 году Мишарин представил проект на международном железнодорожном бизнес-форуме «Стратегическое партнёрство» в Сочи. Проект поддержал Президент Татарстана Рустам Минниханов. Правительствами Республики Татарстан и Свердловской области в 2010 году создано ОАО «Проектная компания ВСМ 2». Свердловская область потратила на создание проектной документации около 200 миллионов рублей. Правительство России эти затраты не санкционировало и отношения к ним не имело.
По состоянию на 2012 год пассажиропоток на направлении Москва — Казань оценивался в 4,7 млн пассажиров в год, включая промежуточное сообщение.

### Утверждение и развитие проекта
27 мая 2013 года на совещании о перспективах развития высокоскоростного железнодорожного сообщения в Сочи Президент РФ Владимир Путин объявил о планах построить в 2014—2018 гг. первую в России ВСМ Москва — Казань с возможностью в дальнейшем продления до Екатеринбурга и Ульяновска. Инвестиции в мегапроект Москва — Казань составят более 1 трлн рублей. Реализация поручена дочерней структуре ОАО «РЖД» — ОАО «Скоростные магистрали».
По линии ВСМ будут курсировать высокоскоростные поезда (со скоростями до 360 км/ч); ускоренные региональные поезда (с маршрутами до 200 км и скоростями до 200 км/ч); ускоренные ночные дальнемагистральные поезда; грузовые и контейнерные поезда (со скоростями до 160 км/ч).
Предполагается, что время нахождения в пути следования высокоскоростных поездов между Москвой и Казанью (762 км) будет составлять 3,5 часа, в перспективе между конечными станциями Москва и Екатеринбург (1595 км) — не более 8 часов. После открытия участка ВСМ Москва — Казань время в пути от Москвы до Екатеринбурга по комбинированной трассе составит 14 часов (ночной поезд).
Поезда ВСМ будут отправляться с Курского вокзала, который в перспективе станет местом схождения двух линий ВСМ — до Казани и до Адлера. В качестве альтернативной конечной станции в Москве рассматривается Комсомольская площадь (площадь трёх вокзалов), район станции Москва-Каланчёвская — с реконструкцией Каланчёвской эстакады и прокладкой трёх путепроводов. Строительство ВСМ начнётся с подготовки участка под главный ход на горьковском направлении МЖД.
На стадии строительства будет создано 370 тыс. рабочих мест.
Заказчиком проектных работ всей магистрали является ОАО «РЖД», компания обеспечивает также управление и безопасность движения, диспетчеризацию на всей протяжённости линии. За строительство инфраструктуры ВСМ отвечают как ОАО «РЖД», так и концессионеры. Бо́льшая часть объектов будет находиться в собственности Российского государства.
6 ноября 2013 года на совещании у Путина решено отложить проект до его уточнения из-за неготовности финансовой модели ВСМ и отсутствия гарантий возвратности инвестированных средств.
2 декабря 2013 года на международной конференции «Высокоскоростное движение в России — проблемы, пути и перспективы развития» в Москве первый вице-президент ОАО «РЖД» Александр Мишарин в присутствии топ-менеджеров крупнейших мировых железнодорожных и инжиниринговых компаний заявил, что уточнение финансовой модели проекта завершится и поступит в Правительство РФ в течение месяцев, а сам проект строительства ВСМ «будет обязательно реализован в ближайшие годы». Аналогичное заверение содержалось в приветствии участникам конференции от помощника президента РФ Игоря Левитина.
Проект включён в прогноз социально-экономического развития России до 2030 года, актуализированную транспортную стратегию до 2030 года, предусмотрен генеральной схемой развития железных дорог РФ. Проект является приоритетным для выделения средств Фонда национального благосостояния.
28 января 2014 года обновлённая модель инвестиционного меморандума проекта стоимостью 1 трлн 068,5 млрд рублей (включая невозвратную госсубсидию 360 млрд рублей) представлена в Правительство РФ.
4 марта 2014 года в Москве состоялось road-show, в ходе которого интерес к проекту проявили инвесторы из Германии (Siemens), Франции (консорциум Bouygues, Systra, SNCF, Vinci), Италии (Salini), Испании (строительная компания OHL), Турции, китайские компании, американские инвестиционные фонды. 
В сентябре 2014 года интерес к проекту проявил Китайский банк развития.
13 октября 2014 года Минтранс РФ, ОАО «РЖД», Госкомитет КНР по развитию и реформе и корпорация «Китайские железные дороги», в присутствии премьер-министра РФ Д. Медведева подписали в Москве меморандум о сотрудничестве в области высокоскоростного движения. Целью меморандума является разработка проекта Евразийского высокоскоростного транспортного коридора Москва — Пекин, включающего приоритетный проект ВСМ Москва — Казань.
8 мая 2015 года российская и китайская сторона в присутствии глав РФ и КНР подписали меморандум, где определено, что ВСМ будет строиться по китайским технологиям при участии российских компаний (в условиях ограничения европейского финансирования Россия приняла ключевое требование Китая — строить ВСМ на основе китайского оборудования и машиностроительной продукции).
В июне 2015 года президент ОАО «РЖД» сообщил, что на проектирование магистрали уйдёт два года, строительство займёт пять лет. Проектирование, инженерно-изыскательские работы и подготовка документации для заключения соглашений и конкурсов начаты летом 2015 года.
5 июня 2017 года Главгосэкспертиза России одобрила третий и четвёртый этапы строительства ВСМ Москва — Казань; строительство будет начато с участка длиной 172 км от станции Железнодорожная (23 км) до станции Владимир.
В сентябре 2017 участники совещания у вице-премьера А. Дворковича, из-за проблем финансирования проекта, предложили к 2023 году построить ВСМ только до Владимира.
В сентябре 2017 года РЖД сообщили о завершении проектирования ВСМ Москва — Казань и передаче проекта на экспертизу в целом.
Тем не менее в ноябре 2017, выступая с программной речью на III Съезде железнодорожников РФ, президент России В. Путин среди перспективных инфраструктурных проектов на сети РЖД высокоскоростную магистраль вообще не упомянул.
В октябре 2018 года на Транспортно-логистическом форуме в Сочи «PRO//Движение.1520» первый заместитель гендиректора РЖД Александр Мишарин объявил, что пилотный выделенный участок ВСМ Москва — Казань от станции Железнодорожная в ближайшем Подмосковье до станции Гороховец во Владимирской области длиной 301 км будет построен до 2024 года. 
При этом остальной маршрут высокоскоростного поезда от Москвы до Нижнего Новгорода будет проходить по ныне существующей линии, с общим временем в пути 2 часа 31 минуты с остановками в Орехово Зуево, Владимире, Коврове, Гороховце и Дзержинске или 2 часа 05 минут с единственной остановкой во Владимире. 
Стоимость пилотного участка в ценах 2018 года составит 621 млрд рублей (без учёта затрат на подвижной состав и инфраструктуру на его обслуживание), включая невозвратный государственный грант в 200 млрд рублей. 
Сроки сооружения остальной части ВСМ не определены и решение о её строительстве в запланированной протяжённости не принято.

### Приостановка проекта
17 января 2019 года на рабочем совещании у курирующего вице-премьера Максима Акимова одобрен первый этап строительства от Москвы до Нижнего Новгорода, от Железнодорожного Московской области до Гороховца во Владимирской. 
Чтобы запустить магистраль в срок до 2024 года, как записано в магистральном планом развития инфраструктуры, строительство необходимо начать в 2019 году.
На реализацию проекта предполагалось выделить 200 млрд руб. из бюджетных средств; однако министр финансов РФ Антон Силуанов полагает, что средства лучше потратить не на ВСМ, которая, по мнению Минфина, может оказаться не окупаемой, а на региональные аэропорты, Северный морской путь и морские порты. Окончательное решение по докладам заинтересованных ведомств и вице-премьера Акимова принял президент В. Путин:  в апреле 2019 президент, несмотря на десятки миллиардов рублей, потраченные за 6 лет на проектирование магистрали, решено пока отложить ВСМ Москва — Казань в резерв, сконцентрировавшись на подготовке проекта ВСМ Москва — Санкт-Петербург, как экономически более целесообразного; позднее пресс-секретарь президента Д. Песков пояснил, что окончательное решение по вопросу ВСМ Москва — Казань так и не принято, а работы по изучению экономической целесообразности проекта ещё продолжатся.
Фактически, с 2019 года проект законсервирован (отложен для более точного обоснования).
В марте 2020 года вице-премьер правительства России Марат Хуснуллин пояснил, что проект отложен из-за высокой стоимости и неподтверждённого пассажиропотока.

## Проектирование и профиль трассы

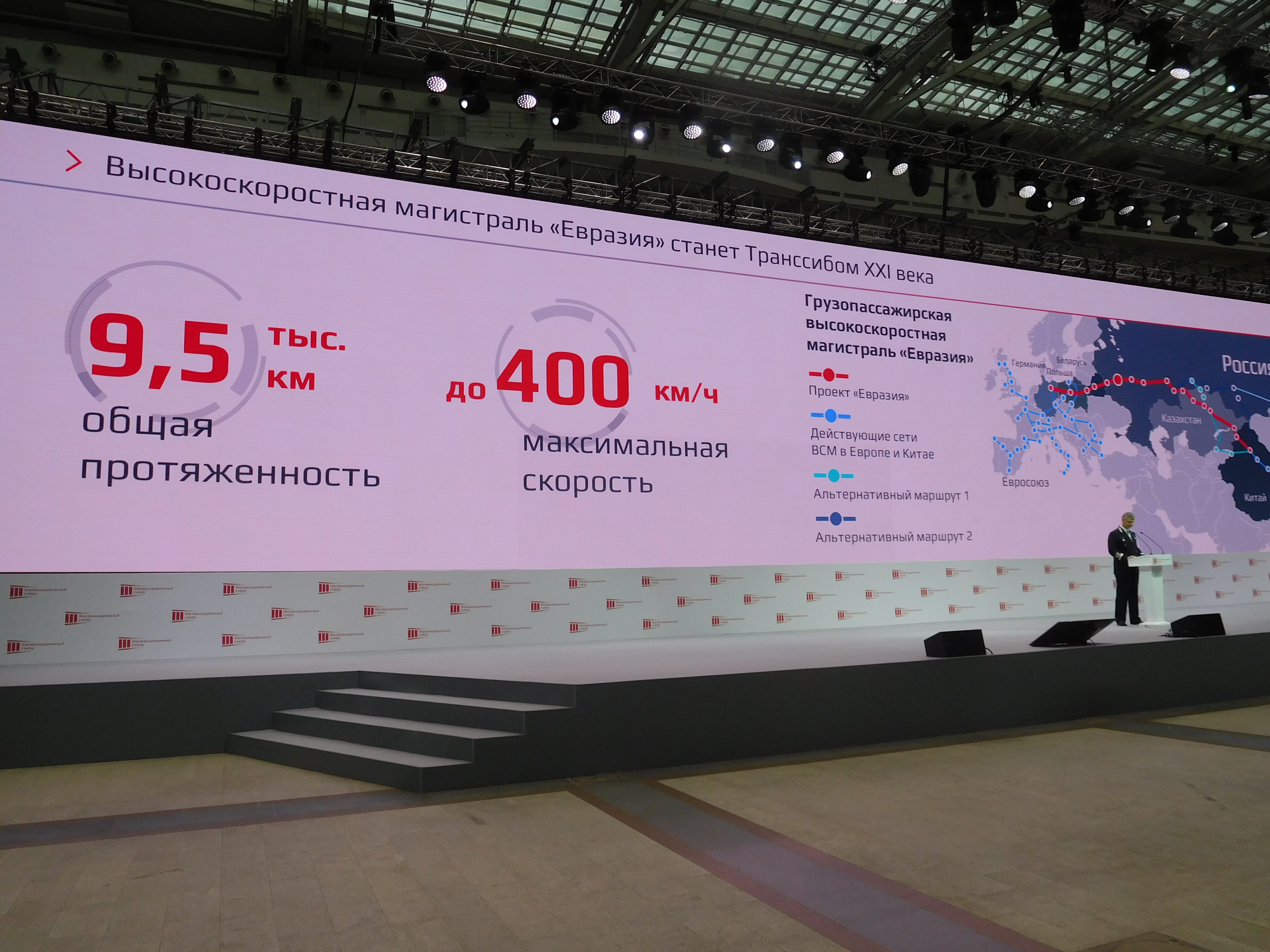
Параметры магистрали Евразия

Трассу ВСМ в июле 2013 года утвердил научно-технический совет ОАО «РЖД»: трасса длиной 762 км пройдёт от Москвы до Казани вблизи административных центров субъектов РФ Владимир, Нижний Новгород, Чебоксары, в зону притяжения ВСМ попадут территории семи регионов РФ: Москва, Московская, Владимирская, Нижегородская области, республики Чувашия, Марий Эл, Татарстан. 
Отмечена недопустимость строительства на особо охраняемых природных территориях и в заповедниках федерального значения. Санитарно-защитная зона составляет 500 м, проектировщиками она может быть сокращена до 80—150 м.
Длина участков трассы, по предварительным расчётам, составит: 
Москва — Владимир 200 км, 
Владимир — Нижний Новгород 215 км, 
Нижний Новгород — Чебоксары 235 км, 
Чебоксары — Казань 120 км. 
При этом 120 км трассы пройдёт по полигону Московской железной дороги и 640 км — по полигону Горьковской железной дороги.
Остановки высокоскоростных поездов предусмотрены на 16 станциях: Москва-Курский вокзал, Ногинск, Орехово-Зуево, Петушки, Владимир, Ковров, Горохове́ц, Дзержинск, Аэропорт Стригино, Нижний Новгород, Нива, Полянки, Чебоксары, Помары, Казань-2. На максимальные размеры движения ВСМ выйдет к летним перевозкам 2030 года: 34 пары высокоскоростных пассажирских поездов и 11 пар ускоренных региональных поездов.
На ВСМ будет построено 795 искусственных сооружений, в их числе: три уникальных моста — через Волгу (длиной 4 км), Оку и Суру, 50 больших мостов общей протяжённостью 31 км; 78 средних мостов; 49 эстакад общей протяжённостью 77 км; 33 железнодорожных путепровода и 128 автодорожных; 454 водопропускных трубопровода. Ежесуточно планируется осуществлять до 24 рейсов в обе стороны, в случае увеличения пассажиропотока возможно больше. Предусматривается возможность курсирования поездов «Сапсан», «Ласточка» и ускоренных региональных электропоездов.
Уже на этапе строительства будет создано 370 тыс. дополнительных рабочих мест, в том числе в высокотехнологичных областях. Среди обрабатывающих отраслей наибольший эффект получат производство стройматериалов, металлургия, машиностроение.
В 2014 году открылись региональные информационные центры ВСМ во Владимире и Нижнем Новгороде.
На Петербургском международном экономическом форуме 2015 года ОАО «Скоростные магистрали» и консорциум проектировщиков при участии АО «Мосгипротранс», ОАО «Нижегородметропроект» и China Railway Eryuan Engineering Group Co. Ltd подписали договор о намерениях на разработку проектной документации на 400 млн долларов. Фактически финансирование не открывалось и договор не исполнялся.
В июле 2016 года градостроительный совет Нижегородской области одобрил архитектурную концепцию вокзального комплекса для высокоскоростной магистрали.

### Подвижной состав
По состоянию на 2015 год, проект поезда для ВСМ разрабатывался компаниями Группа Синара и China CNR Corporation. Предполагалось, что поезд будет состоять из 12 вагонов и сможет достигать скорости 360 км/час. Вместимость состава — 743 пассажира. Из них 380 мест самого дешёвого, туристического класса, 229 мест второго класса, 112 мест бизнес-класса, 22 кресла первого класса. Производство поездов тогда планировалось локализовать в России на 80 %. 3 декабря 2015 года РЖД были представлены эскизы внешнего и внутреннего вида высокоскоростного поезда для данной линии.
В ноябре 2018 года на форуме «Транспорт России» объявлено, что подвижной состав для ВСМ Москва — Казань будет представлять собой 12-вагонный электропоезд с распределённой тягой, развивающий конструкционную скорость 360 км/ч. В составе высокоскоростного поезда будут находиться 6 моторных и 6 немоторных вагонов. Предусмотрена работа электропоезда на переменном токе с напряжением 25 кВ, 50 Гц и на постоянном токе с напряжением 3 кВ. Возможна установка асинхронных тяговых двигателей мощностью 650 кВт или синхронных тяговых двигателей на постоянных магнитах мощностью 780 кВт. Максимальная тяговая мощность поезда при питании на переменном токе — 15,2 МВт, при питании на постоянном токе — 9,3 МВт. Эксплуатация поезда возможна в диапазоне температур от минус 50 до плюс 40 °С.
В составе поезда ВСМ будут вагоны четырёх классов: 1 вагон первого класса, 1 вагон бизнес-класса, 1 вагон-бистро, 4 вагона экономического класса и 5 вагонов туристического класса. Вместимость поезда ВСМ составит около 700 пассажиров. В любом вагоне кресла можно будет разворачивать по направлению движения.
Локализация производства на территории России планируется не менее 60 %. Поезд для ВСМ предполагается построить на заводе «Уральские локомотивы» в Верхней Пышме, входящем в Группу Синара.

## План-график реализации проекта
19 января 2016 года по распоряжению Правительства России обнародован актуализированный сетевой план-график реализации проекта ВСМ. Концессионное соглашение с правительством Китая запланировано на 2017 год. После этого будут начаты строительно-монтажные работы, изъятие земли у собственников, проведение конкурсов. К сентябрю должна быть готова проектная документация, проведены технологические и ценовые аудиты частей проекта. К декабрю 2017 года планируется получить результаты государственной экспертизы, в это же время состоится конкурс «на поставку высокоскоростного подвижного состава при условии его производства с целевой локализацией 70—80 %» и будет определён изготовитель. Локализованное на территории России производство будет развёрнуто не позднее декабря 2019 года. Требованиями проекта предусмотрено производство 34 высокоскоростных составов, способных развивать скорость до 400 км/ч. Разрешение на строительство магистрали ожидается в 2017 году. Само строительство выделенной линии ВСМ Железнодорожная — Гороховец (301 км), по уточнённым расчётам, займёт почти четыре года и начнётся в 2019 году. Для начала строительства в российском парламенте необходимо принять два федеральных закона, вносящих изменение в действующее налоговое законодательство и устанавливающих порядок изъятия земель под ВСМ.
Получение разрешения на ввод ВСМ в эксплуатацию было намечено в декабре 2022 года; постановка ВСМ на кадастровый учёт ожидается в январе 2023 года, спустя месяц — регистрация права собственности на объект инфраструктуры, несколько месяцев займут опытные, контрольные и тестовые поездки; с 2024 года по ВСМ должно было начаться регулярное движение поездов с пассажирами.
Поскольку постановление Правительства РФ о строительстве магистрали так и не принято, в конце 2016 года РЖД сдвинула ожидаемый срок запуска ВСМ на 2024—2026 годы. В итоговой резолюции III Железнодорожного съезда, состоявшегося 29 ноября 2017 года, содержится требование «в максимально короткие сроки принять решение о начале строительства первой отечественной высокоскоростной магистрали».
В Москве с 2018 года на горьковском направлении МЖД ведётся реконструкция путей и пассажирских станций с учётом строительства ВСМ, однако само строительство магистрали не начиналось.

## Затраты и финансирование

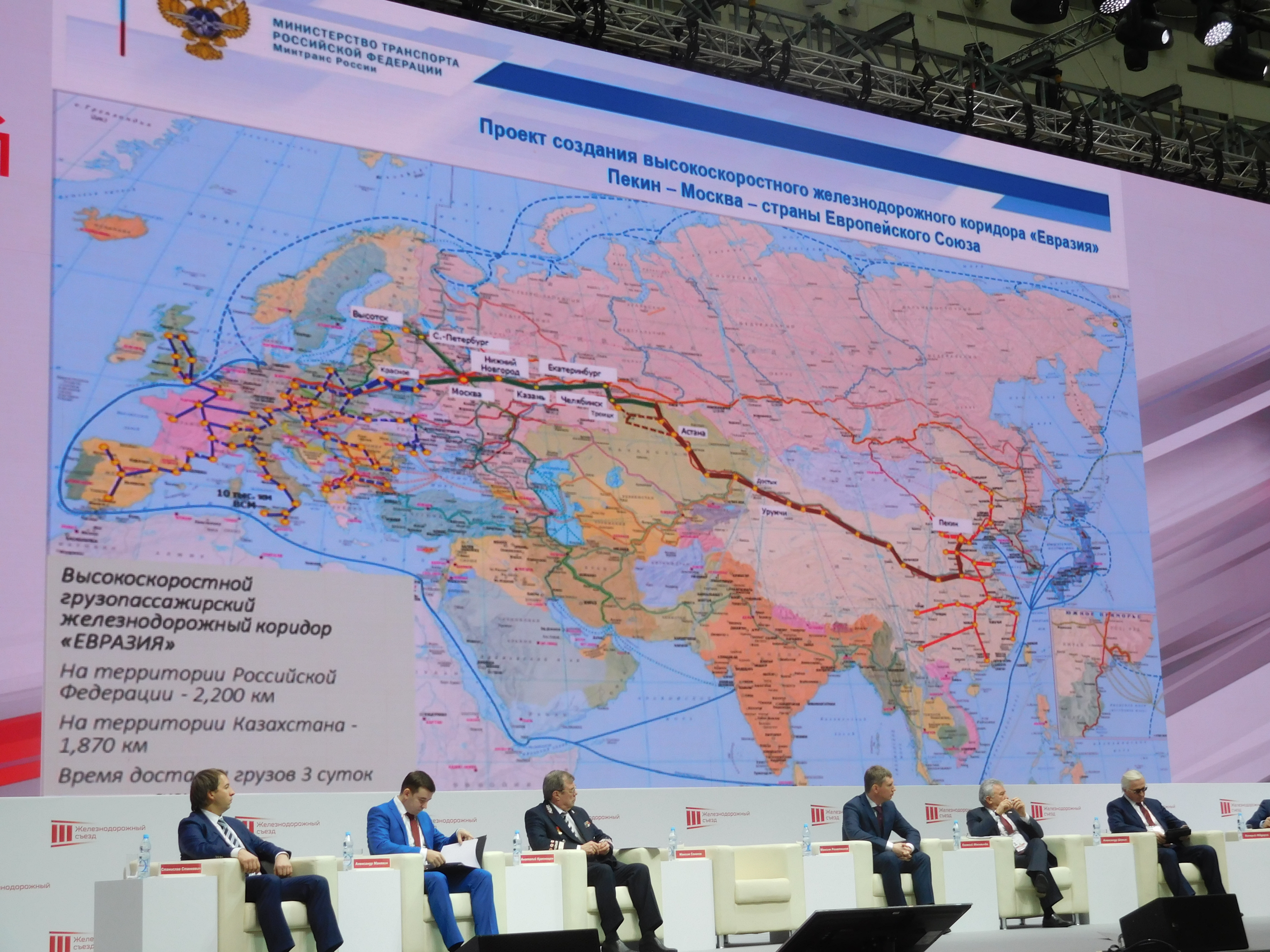
Схема проекта железнодорожного коридора Евразия, 2017

По первоначальным оценкам Мишарина (2009), общая стоимость проекта ВСМ Москва — Екатеринбург составляла около 2,5 трлн руб.. Позднее прежний гендиректор ОАО «Скоростные магистрали» Денис Муратов оценил проект в 1,3—1,8 трлн рублей. В мае 2013 года стоимость ВСМ Москва — Казань оценивалась Владимиром Якуниным в 928 млрд рублей, однако к Мировому инвестиционному форуму в Сочи (сентябрь 2013) превысила 1 трлн рублей. В январе 2014 года, после критики в Правительстве РФ и экспертном сообществе, ОАО «РЖД» снизило предполагаемые затраты на 6 % и опубликовало уточнённую стоимость — 949 млрд рублей, однако с учётом многолетней инфляции и неизбежного удорожания проекта в процессе строительства и эта сумма выходит за пределы 1 трлн.
27 мая 2013 года на совещании о перспективах развития высокоскоростного железнодорожного сообщения в Сочи Президент РФ Владимир Путин объявил о решении построить ВСМ Москва — Казань с перспективой продления до Екатеринбурга. При этом ранее планировавшийся проект ВСМ-1 Москва — Санкт-Петербург отложен на неопределённый срок.
Сооружение ВСМ стоимостью более 1 трлн рублей (включая 650 млрд руб. господдержки) предполагается на принципах государственно-частного партнёрства. Инвестирование в мегапроект планируется с использованием средств госбюджета, Фонда национального благосостояния, Пенсионного фонда РФ, средств частных инвесторов и привлечённых кредитов.
В целях повышения рентабельности проекта на 20 % и для привлечения частных инвесторов предусматривается не вводить налог на имущество в отношении сооружаемой инфраструктуры, освободить от налога на прибыль бюджетные субсидии на возмещение затрат, связанных с проектированием, строительством и эксплуатацией линии, установить нулевую ставку НДС в отношении услуг по аренде и пользованию инфраструктурой и услуг по перевозке на магистрали ВСМ.
Однако 6 ноября 2013 года на совещании у В. Путина первый вице-премьер Игорь Шувалов констатировал, что, несмотря на произведённые расчёты, по-прежнему нет ясности, сколько же точно будет стоить данный проект, в какие сроки возможна возвратность вложенных средств и окупаем ли проект вообще. По этой причине проект ВСМ решено пока отложить, а запланированные средства направить на другой инфраструктурный проект.
Господдержка Российской Федерации из средств бюджета, ФНБ, Пенсионного фонда рассматривается как обязательное условие привлечения иностранных инвесторов. В отсутствие господдержки проект, по оценке РЖД, не является инвестиционно-привлекательным для частных инвесторов по причине высокой стоимости строительства и длительного периода окупаемости (по самым скромным оценкам 22—37 лет).
Обновлённая модель инвестиционного меморандума, представленная в Правительство РФ 28 января 2014 года, предусматривает общие инвестиции 1 трлн 068,5 млрд рублей, включая невозвратную госсубсидию 360 млрд рублей. Участок Москва — Владимир стоимостью 191,1 млрд руб. будет построен компанией РЖД при поддержке государства, при участии средств ФНБ и Пенсионного фонда. Три остальных участка общей стоимостью 595,8 млрд руб. (Владимир — Нижний Новгород 226,9 млрд, Нижний Новгород — Чебоксары 232 млрд руб., Чебоксары — Казань 136,9 млрд руб) будут построены за счёт концессионеров. На строительство и модернизацию вокзалов и депо РЖД затратит ещё 160,8 млрд руб., новый подвижной состав обойдётся в 50,1 млрд руб., связь — 48,3 млрд руб., строительство инженерных сетей — 66,8 млрд руб., автодороги — 53,8 млрд руб.
По совместной оценке ОАО «РЖД» и Центра стратегических разработок, обнародованной 20 февраля 2014 года, за счёт мультиплицирующего эффекта в экономике дополнительный прирост валового внутреннего продукта до 2030 года составит 7,2 трлн руб., а совокупные дополнительные бюджетные доходы 2,3 трлн руб., то есть в 2—7 раз превысят государственные инвестиции в проект. Наибольшие эффекты будут получены в Москве и Московской области.
На презентации проекта ВСМ на международном инвестиционном форуме «Сочи-2014» 22 сентября признана его высокая стратегическая значимость и отмечено единственное препятствие к его реализации — высокая стоимость, из-за чего бюджетных решений пока не найдено. Интерес к проекту проявлен со стороны Китайского банка развития, имея в виду перспективное продление высокоскоростной магистрали до Пекина (около 8000 км), с расчётным временем в пути из Москвы до 30 часов и стоимостью российского участка в 2,5—2,8 трлн руб. Стоимость сооружения всей трассы Москва — Пекин через Казань, Екатеринбург, Астану, Иркутск, Хабаровск, Улан-Батор оценивается в 245 млрд долларов, исходя из расчётов стоимости строительства по китайской технологии 33 млн долларов за 1 км пути (сравнительно: 50 млн долларов за 1 км пути по европейской технологии).
Европейские железнодорожные и инжиниринговые компании из Италии, Франции, Испании и Германии проявляли интерес к проекту, однако к лету 2015 года стало ясно, что они не будут участвовать в нём из-за западных санкций против России.
Ресурсный план строительства магистрали предусматривает производство основных объёмов рельсов, металла, кабельной продукции, железобетона на общую сумму более 300 млрд руб.
Общая стоимость строительства магистрали в ценах 2017 года составляет 1 трлн 68 млрд рублей (17,7 млрд долларов или более 23 млн долларов за 1 км пути) с последующей ежегодной индексацией.
На III Железнодорожном съезде 29 ноября 2017 года в Долгосрочной программе развития ОАО «РЖД» до 2025 года названа уточнённая стоимость сооружения ВСМ Москва — Казань, она составила 1,3 трлн рублей. 7 декабря 2017 года министр транспорта РФ Максим Соколов на форуме «Транспорт России» заявил о стоимости в 1,3—1,5 трлн рублей.
К августу 2018 года стоимость проекта выросла до 1 трлн 695 млрд рублей, включая невозвратный капитальный грант Российского государства в 700 млрд рублей. Остальное предполагается привлечь в качестве кредитов коммерческих банков, у стратегического иностранного партнёра-инвестора, а также за счёт выпуска инфраструктурных облигаций. К осени 2018 года ни одного обязывающего к финансированию соглашения с инвесторами не подписано, строительство не начиналось.

## Стоимость билетов
В поездах ВСМ предусмотрены вагоны четырёх типов: класса премиум, бизнес-класса, первого класса и экономкласса.
Стоимость проезда по ВСМ, согласно расчётам ОАО «РЖД», составит от 2 до 8 руб за километр пути. Билет от Москвы до Казани (время в пути 3,5 часа) будет стоить 3,8 тысячи руб. в ценах 2018 года. Билет от Москвы до Чебоксар обойдётся в 3,5 тысячи руб. (3 часа в дороге), до Нижнего Новгорода — 2,8 тыс. руб. (1 час 50 мин.), до Владимира — за 1,8 тыс. руб. (50 мин.). К 2020 году годовой пассажиропоток ВСМ может достигнуть 7,4 млн человек. По прогнозам, самым популярным станет маршрут Москва — Нижний Новгород — 3,3 млн человек в год, далее Москва — Казань — 2,09 млн пассажиров. К 2030 году ежегодный пассажиропоток ВСМ ожидается в 10 млн человек.
В декабре 2013 года Мишарин уточнил, что оптимальный тариф с точки зрения получения максимальных доходов и привлечения максимального числа пассажиров — 3 рубля за км пути, билет экономкласса от Москвы до Казани в этом случае будет стоить 2300 рублей.
По расчётам Центра стратегических разработок, в Московском регионе в ускоренных региональных поездах (УРП) на участке Москва — Ногинск — Орехово-Зуево — Владимир за счёт высокой населённости поездов стоимость проезда по ВСМ снизится до 2 рублей за км пути.

## Критика и анализ причин откладывания проекта
В целом, проект получил негативные отзывы со стороны экспертов и потенциальных исполнителей. В числе недостатков проекта назывались недостаточный пассажиропоток, невозможность проекта самоокупиться, рост затрат по мере проектирования. Позже было решено вместо высокоскоростной железной дороги построить платную автомобильную дорогу М12 «Восток», которая и стала строиться.
- Некоторые эксперты, в частности, директор исследовательского агентства InfraNews Алексей Безбородов, эксперт-аналитик Института проблем естественных монополий Евгений Алексеев высказывали сомнения, что данный проект когда-либо окупится. Даже эксплуатация высокоскоростных поездов сократит время на проезд Екатеринбург — Москва до 8—12 часов, что заметно больше 2 часов, требуемых для перелёта на самолёте. При этом обеспеченные пассажиры будут предпочитать самолёт из-за скорости, а малообеспеченные — выберут традиционные поезда из-за более низкой стоимости билета[84].
- В сентябре 2013 года на Международном инвестиционном форуме в Сочи ряд государственных деятелей и экспертов скептически отнеслись к эффективности проекта ВСМ Москва — Казань.
- Глава Министерства экономического развития Алексей Улюкаев в 2013 году считал проект рискованным по причине неточной оценки будущего пассажиропотока и преувеличенных ожиданий в спросе на билеты[85].
- Министр финансов РФ Антон Силуанов удивлён, что проект ВСМ, ещё не начав осуществляться, уже подорожал на 140 млрд рублей[86].
- Глава Сбербанка РФ Герман Греф находит инвестиционные риски очень высокими и не понимает, откуда возьмётся 2 млн пассажиров в год на участке между Владимиром и Казанью[87].
- Греф также напомнил опыт эксплуатации Евротоннеля под проливом Ла-Манш, который при произведённых затратах 10 млрд фунтов стерлингов и прибылью, достигающей не более 2 млн евро в год, окупится не ранее, чем через 1000 лет[88].
- 16 декабря 2013 года активисты движения против строительства магистрали направили В. Путину петицию с требованием изменить согласованный маршрут ВСМ Казань — Москва, который пересечёт несколько тысяч частных землевладений[83].

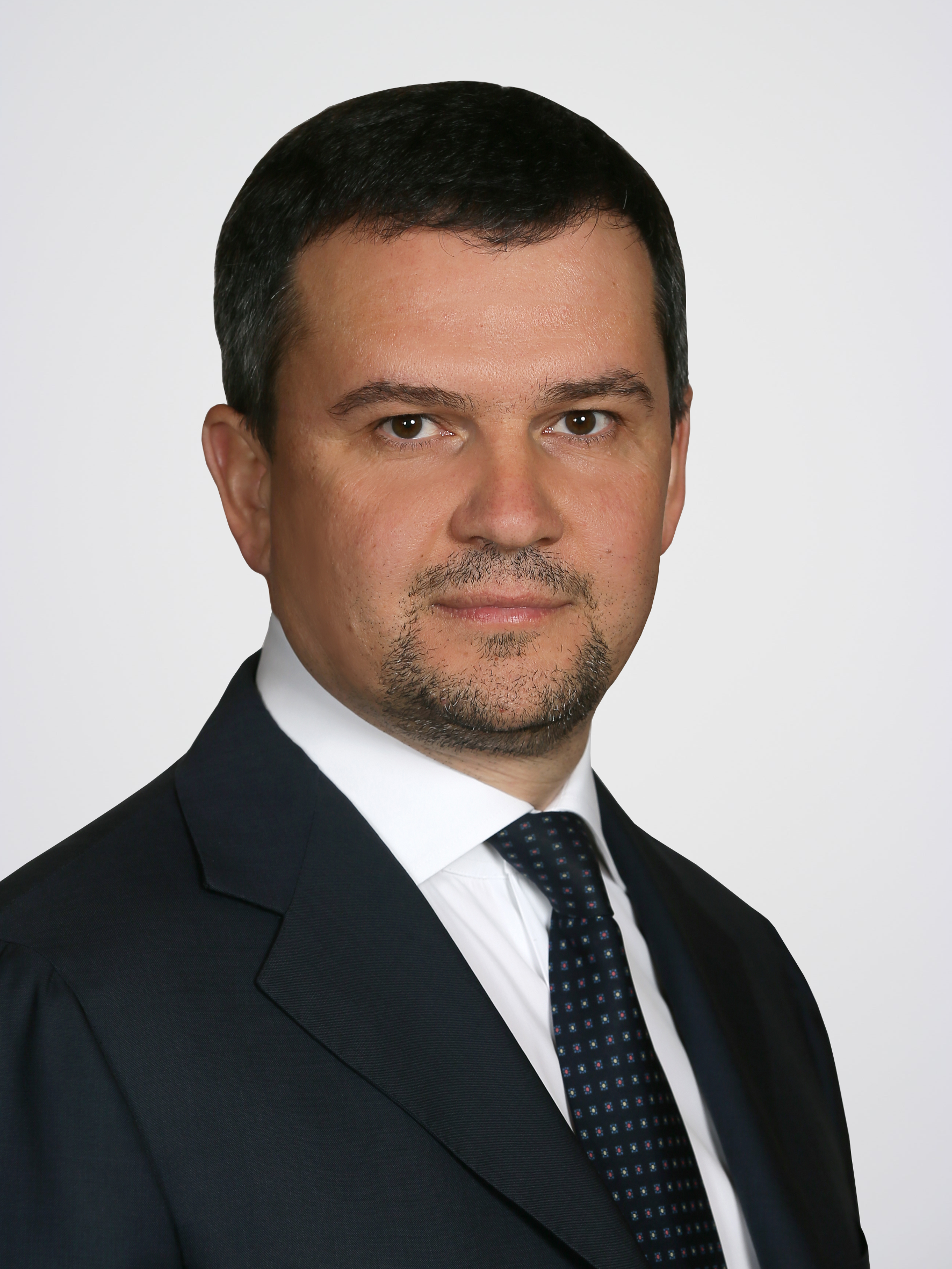
Новый импульс в 2019 году проект ВСМ получил усилиями вице-премьера правительства России Максима Акимова

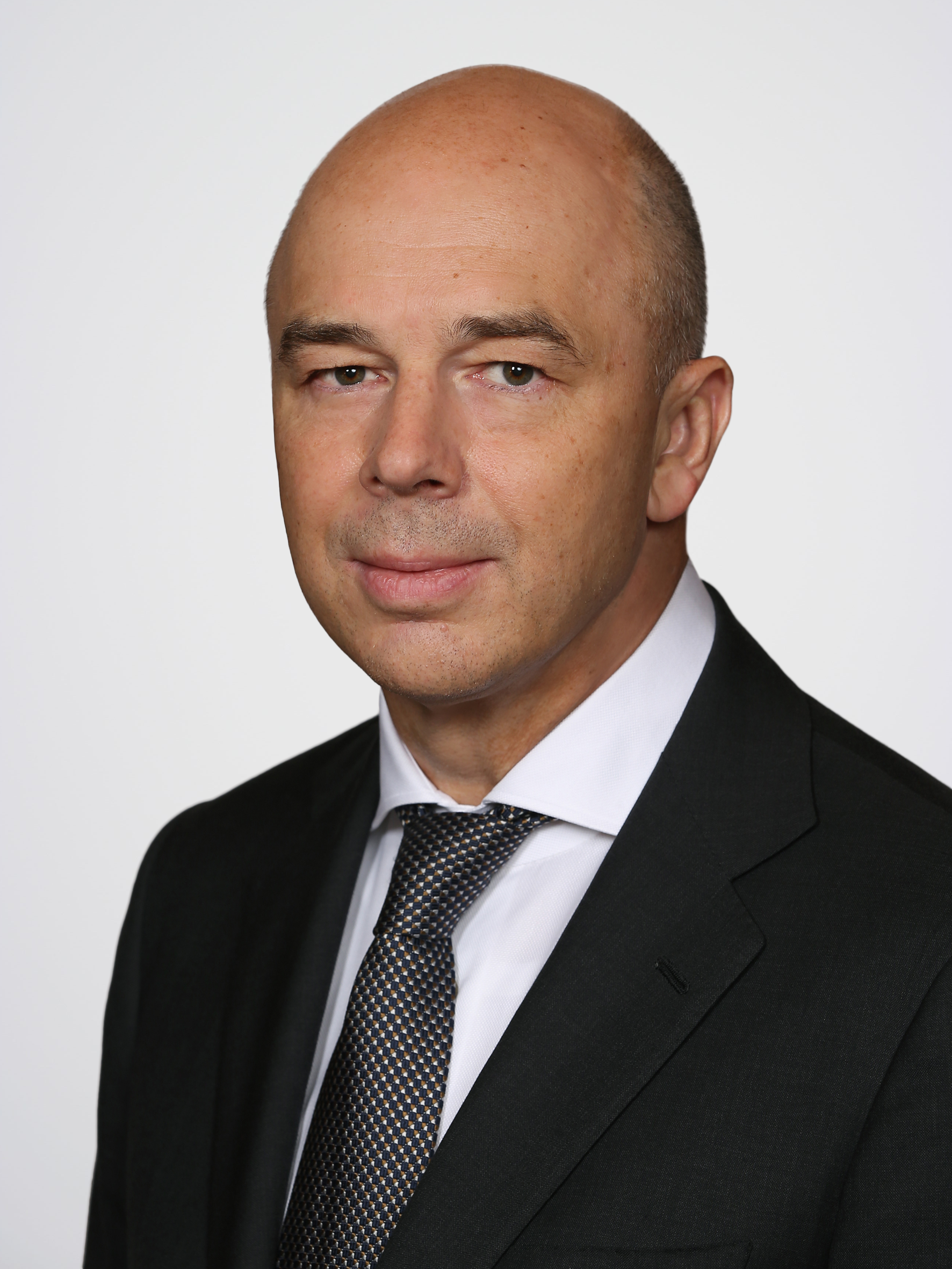
Главный критик проекта — министр финансов РФ Антон Силуанов не видит экономического смысла в ВСМ до Казани

- 15 января 2014 года на Гайдаровском форуме премьер-министр РФ Дмитрий Медведев указал на преждевременность проекта, пояснил, что правительство не отказывается от него, «но необходимо всё посчитать и, может, дождаться чуть более энергичной экономической ситуации»[90].
- 4 февраля 2014 года директор института экономики транспорта и транспортной политики НИУ «Высшая школа экономики» Михаил Блинкин высказал мнение, что возможности для привлечения частных инвестиций в проект не просматриваются, а выгоды экономического плана — неочевидны[91]. В ноябре 2018 года переосмысливший Блинкин уже активно поддерживал первую в России железную дорогу класса High Speed Rail, называя её бесспорным императивным выбором: «Иначе наше отставание в железнодорожных технологиях станет необратимым»[92].
- 20 февраля 2014 года научный руководитель Центра стратегических разработок Михаил Дмитриев пояснил, что окупаемость проекта ВСМ будет складываться из совокупности факторов, а именно: повышения качества жизни в регионах прохождения магистрали, роста их инвестиционной привлекательности, возникновения новых бизнесов и кластеров вдоль линии ВСМ, развития бизнес-связей, роста цены недвижимости в зоне влияния ВСМ и связанных с ней налоговых отчислений в бюджеты всех уровней, возрастания туристического потенциала городов ВСМ. При этом выручка непосредственно оператора-перевозчика от продажи билетов и услуг составит лишь небольшую часть окупаемости ВСМ[18].
- Проводившие анализ расходов РЖД в 2016 году эксперты фирмы Deloitte выяснили, что в экономические расчёты ВСМ заложен пассажиропоток, превышающий существующий почти в 8 раз[93]. Однако при разработке финансово-экономического обоснования проекта, по словам Александра Мишарина, было учтено, что сооружение в 2011 году ВСМ Мадрид — Севилья (535 км) в Испании за 6 последующих лет привело к увеличению числа пассажиров на данном направлении в 3 раза — то есть доказано, что сама ВСМ генерирует новый, ранее не существовавший пассажиропоток (индуцированный спрос)[94][95].
- В качестве причин откладывающегося год за годом начала строительства ВСМ, железнодорожный эксперт, гендиректор «INFOLine-Аналитика» Михаил Бурмистров в августе 2018 года указал, что «объективно Россия сейчас не готова к ВСМ с точки зрения благосостояния населения и с точки зрения расстояний и потенциального пассажиропотока», а проблему ускорения железнодорожного сообщения можно решить и без сооружения чрезмерно дорогостоящей ВСМ, путём локальной модернизации действующих линий, по которым можно запустить комфортабельные поезда типа «Сапсан», «Ласточка» и «Иволга»[4].
- Возможно дублирование автомобильного и железнодорожного коридоров из Центральной России в Китай. До 2025 года запланированы реконструкция трассы Волга (М7), а также строительство платной автомагистрали, которая станет частью транспортного коридора Европа — Западный Китай. Вероятно совпадение пассажиропотока и грузопотока этих трёх коридоров. Данный аргумент критиков проекта, выдвинутый осенью 2018 года, вызвал сомнение в необходимости строительства ВСМ даже у президента РФ В. Путина[96].
- Согласно позиции министра финансов РФ Антона Силуанова в декабре 2018 года, экономическая целесообразность строительства ВСМ Москва — Казань «фактически отсутствует»[89].
- В феврале 2019 года курирующий вице-премьер Максим Акимов поддержал проект, назвал его актуальным, сообщил о том, что модели пассажиропотока протестированы экспертами с положительными результатами, подчеркнул, что «проект при среднеоптимистичных предпосылках окупаем даже с точки зрения капитальных вложений, а в операционной модели точно безубыточен и не будет требовать субсидий». Привлекательной вице-премьеру Акимову представляется и идея ВСМ в Санкт-Петербург[97].

### Статьи
- Магистраль в будущее // «Эксперт» № 48 (966), 23 ноября 2015
- Игорь Ленский. Железные дороги: Будущее за скоростями. Большая Москва (29 июля 2015). — Выпуск № 28 (59). Дата обращения: 25 декабря 2015. Архивировано из оригинала 25 декабря 2015 года.
- Маршрут ВСМ Москва — Казань
- Ольга Адамчук. Путин засомневался в высокоскоростной магистрали до Нижнего Новгорода. РЖД придётся заново доказывать целесообразность мегапроекта. Ведомости (1 ноября 2018). Дата обращения: 27 декабря 2018.
- Экс-министр МПС РФ Геннадий Фадеев: «Высокоскоростную магистраль в России обязательно надо построить». Полная версия интервью. Без штампов (8 апреля 2019). Дата обращения: 9 апреля 2019.